# 호난초역
호난초역(일본어: 方南町駅, ほうなんちょうえき)은 일본 도쿄도 스기나미구에 있는 철도역이다. 호난초 지선의 기점이기도 하다.

## 이용 가능 철도 노선
- 도쿄 지하철 주식회사
  -  마루노우치 선 호난초 지선

## 타는 곳
| 1 | 마루노우치 선 (호난초 지선) | 나카노후지미초・나카노신바시・나카노사카우에 방면 |

## 역세권 정보
- 간다천
- 입정교성회
- 교성학원 중학교・고등학교
- 도쿄 도도 제318호선

## 역사
- 1962년 3월 23일 - 영업 개시.

## 사진

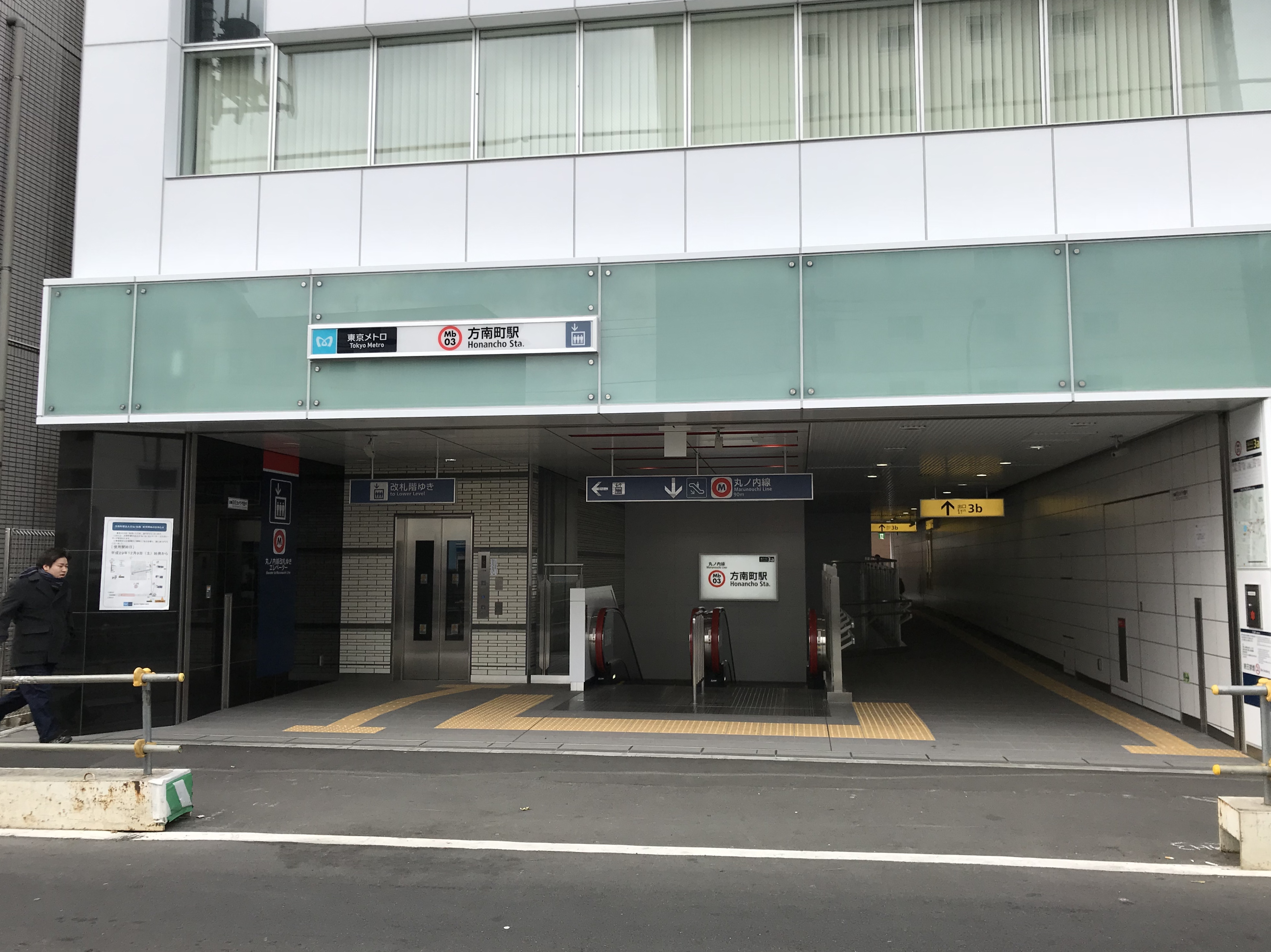
3a 및 3b 출입구(2018년 1월 5일)
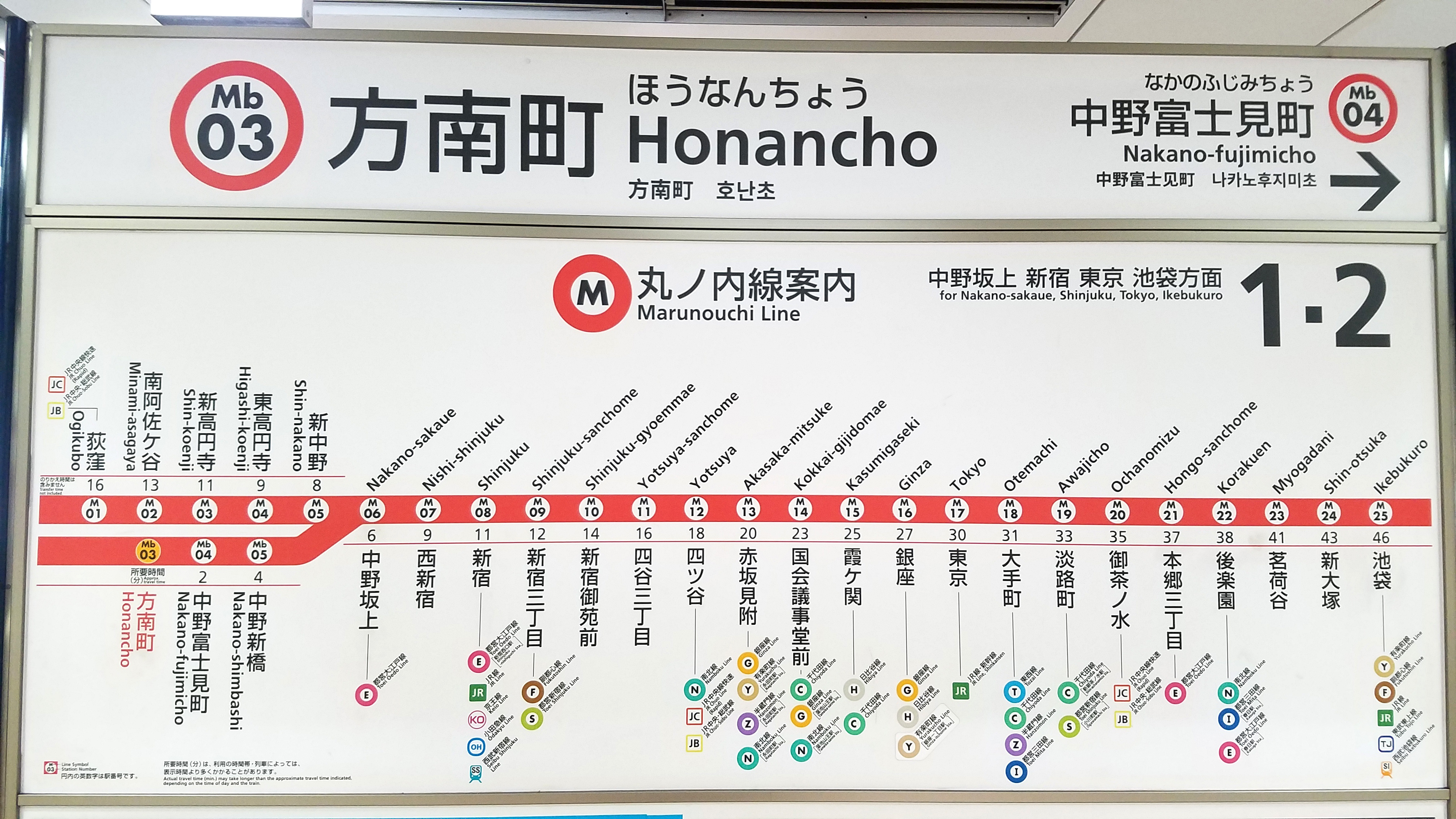
역명판(2022년 2월 28일)

## 인접역
| 도쿄 메트로 4호선 지선 | 도쿄 메트로 4호선 지선    | 도쿄 메트로 4호선 지선                   |
| ---------------------- | ------------------------- | ---------------------------------------- |
| 시·종착역              | 마루노우치 선 호난초 지선 | Mb 04 나카노후지미초 나카노사카우에 방면 |